# غاري هولت
غاري هولت (بالإنجليزية: Gary Holt)‏ (9 مارس 1973 في المملكة المتحدة - ) هو مدرب كرة قدم ولاعب كرة قدم بريطاني في مركز الوسط. شارك مع منتخب اسكتلندا لكرة القدم. أما مع النوادي، فقد لعب مع ستوك سيتي وكولتشستر يونايتد ونادي سلتيك ونادي كيلمارنوك وويكمب وندررز ونوتينغهام فورست ونورويتش سيتي ولوستوفت تاون ‏.

## وصلات خارجية
- غاري هولت على موقع قاعدة بيانات كرة القدم.إي يو (الإنجليزية)
- غاري هولت على موقع ناشيونال فوتبول تيمز (الإنجليزية)
- غاري هولت على موقع Soccerbase.com (لاعب) (الإنجليزية)
- غاري هولت على موقع Soccerbase.com (مدرب) (الإنجليزية)
- غاري هولت على موقع عالم كرة القدم.نت (الإنجليزية)